# 下目黒
下目黒（しもめぐろ）は、東京都目黒区の地名。現行行政地名は下目黒一丁目から下目黒六丁目。住居表示実施済区域。

## 地理
目黒区東部地区に属する。北で目黒一・二・三・四丁目、東で品川区上大崎四丁目、南で品川区西五反田三・四丁目、南西で品川区小山台一・二丁目、西で目黒本町一丁目、北西で中町一丁目と接する。町域の東部には平安時代前期の創建とされる瀧泉寺（目黒不動）があり、毎月28日の縁日には多くの人出で賑わいを見せる。
一丁目と三丁目は坂が多い。中でも行人坂は都内屈指の急坂であり、歩行者用の手摺りが取り付けられている。
目黒駅を出発し、坂の町である一丁目を下ると目黒川で、目黒川を越すと平坦な二丁目。山手通りを越すと今度は上りになって三丁目。三丁目の先は四丁目から六丁目まで順に並び、四丁目から六丁目はおおむね平坦である。

### 河川
- 目黒川
- 羅漢寺川

### 坂
- 権之助坂（一丁目）
- 行人坂（一丁目）
- 三折坂（三丁目）
- 石古坂（三丁目）
- 男坂　女坂（目黒不動境内）（三丁目）

### 地価
住宅地の地価は、2025年（令和7年）1月1日の公示地価によれば、下目黒2-10-10の地点で97万円/m2、下目黒5-16-17の地点で97万30000円/m2となっている。

## 歴史

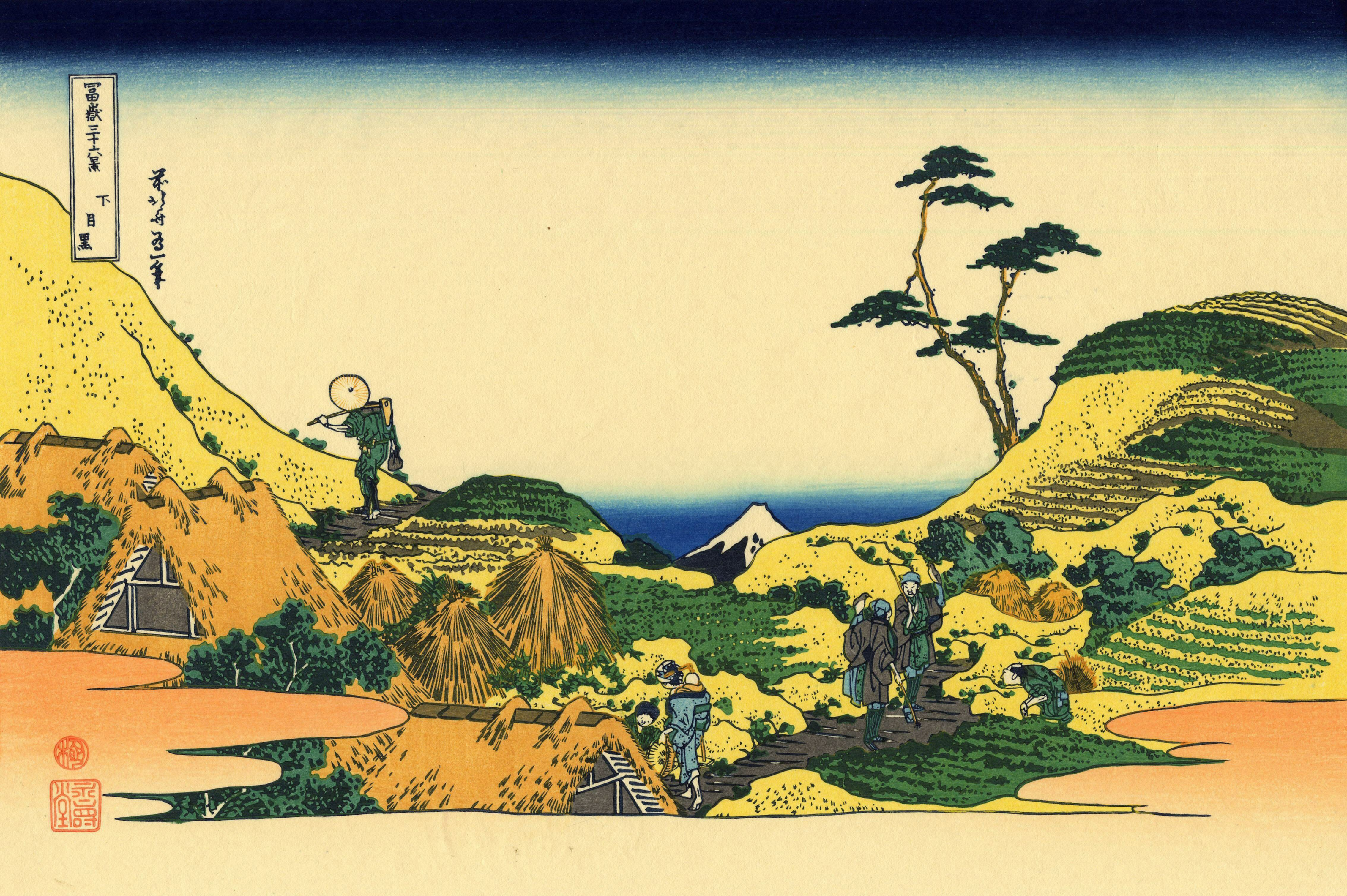
葛飾北斎『富嶽三十六景』より「下目黒」

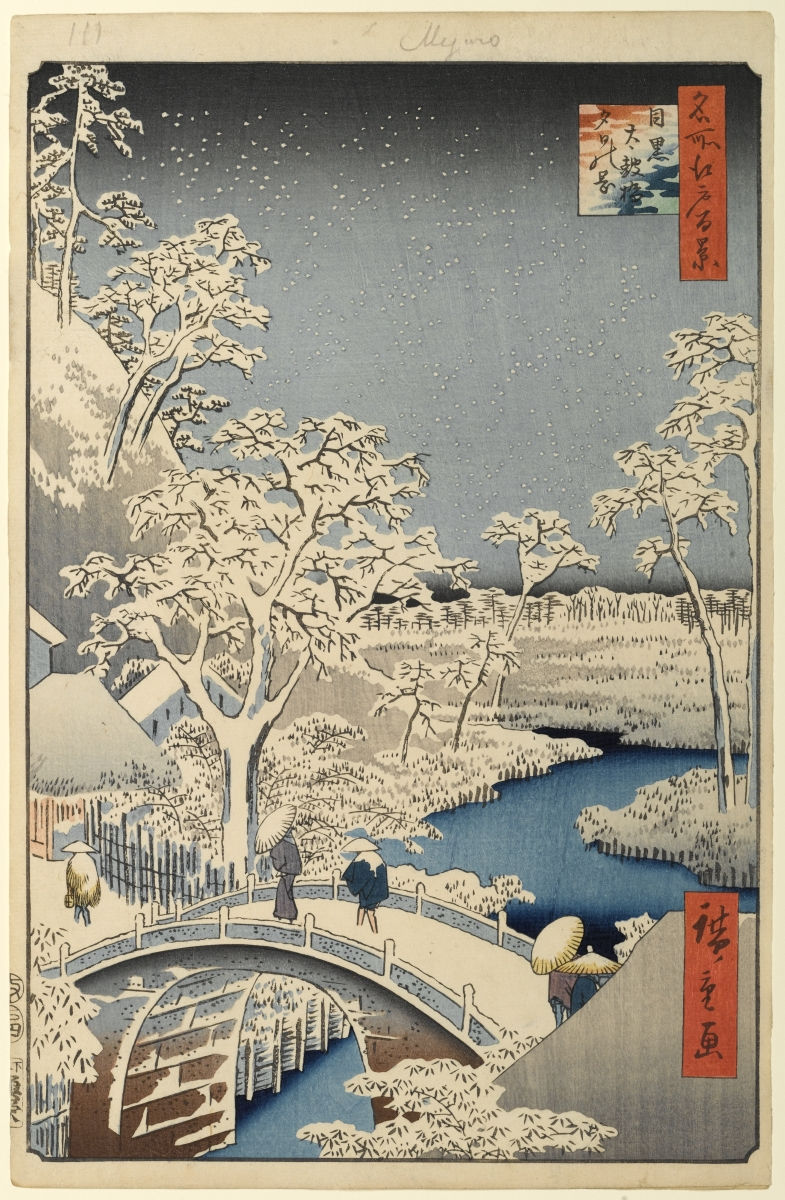
歌川広重『名所江戸百景』より「目黒太鼓橋夕日の岡」

江戸時代の下目黒は下目黒村を形成し、米・麦・菜・タケノコなどを栽培する普通の農村であったが、下目黒村でも一部、大鳥神社や目黒不動（瀧泉寺）を中心とする寺社群は江戸町民が多く参詣する門前町を形成し茶屋・料理屋・土産物屋で繁盛していた。これらを訪れる目黒詣では江戸市民の四季折々の楽しみとして賑わい、行人坂や権之助坂は参詣及び下目黒村の農産物を運ぶ道として交通が多かった。
目黒一帯は江戸時代から明治にかけてタケノコの名産地として知られていた。目黒不動の門前の数軒の茶屋ではタケノコ飯が名物として、タケノコの旬にはこれが目当てで参詣する人が多かったとされる。行人坂を下りて目黒川を目黒太鼓橋で渡り、門前まで至る1kmほどの道の両側には、タケノコ飯の他に粟餅や飴などの店が並んでいた。
門前町は明治時代には行楽地から花街に変貌し、五百羅漢寺と成就院（蛸薬師）の間には多くの料亭があった。大正時代半ばからは市街地化が急速に進んだ。

### 地名の由来
下目黒の地名は旧来の下目黒村に由来する。「目黒」の地名の由来は諸説あり定かでない。瀧泉寺に祀られる不動明王に由来するともいう。

### 河川
目黒川の支流である羅漢寺川が下目黒を西から東に横断していたが、1960年代後半から1980年代半ばにかけて暗渠化された。また、羅漢寺川の支流である六畝（）川と入谷川が下目黒を北から南に縦断していたが、これらも現在は暗渠になっている。

### 目黒花壇・苔香園
現在の下目黒四丁目の南部に存在した、入谷川の水を利用した庭園。1902年（明治35年）頃に開園し、1920年（大正9年）頃に閉園した。明治時代には向島百花園と並ぶ野趣あふれる庭園として知られていた。

### 目黒競馬場
現在の下目黒四丁目～六丁目付近に存在した競馬場。1907年（明治40年）開場、宅地化の波に押され1933年（昭和8年）閉場。その役割は現在の東京競馬場（府中市）に引き継がれている。
目黒通りを走る東急バス「元競馬場前」停留所近くには、目黒競馬場跡を示す戦前の大種牡馬であるトウルヌソルの銅像が建てられている。

### 大円寺
行人坂の途中にある大円寺は、明和九年（1772年）の江戸の大火事・明和の大火の火元になったことで知られる寺である。幕末に再建を許された大円寺は現在は都内唯一の石造り五百羅漢で知られ、五百羅漢は都の文化財になっている。本尊の釈迦如来来立像は国の重要文化財である。

### 柳通り
下目黒二丁目を南北に貫く柳通りは、戦前に東京市が市電路線を延長するために買収した軌道敷用地であった。1944年（昭和19年）に既存の路線自体が廃止になったために戦後、そのまま道路になった。

### 町名の変遷
| 実施後       | 実施年月日   | 実施前（各町名ともその一部） |
| ------------ | ------------ | ---------------------------- |
| 下目黒一丁目 | 1967年3月1日 | 下目黒1〜4                   |
| 下目黒二丁目 | 1967年3月1日 | 下目黒1〜4                   |
| 下目黒三丁目 | 1967年3月1日 | 下目黒1〜4                   |
| 下目黒四丁目 | 1967年3月1日 | 下目黒1〜4                   |
| 下目黒五丁目 | 1967年3月1日 | 下目黒1〜4                   |
| 下目黒六丁目 | 1967年3月1日 | 下目黒1〜4                   |

## 世帯数と人口
2025年（令和7年）3月1日現在（目黒区発表）の世帯数と人口は以下の通りである。
| 丁目         | 世帯数     | 人口     |
| ------------ | ---------- | -------- |
| 下目黒一丁目 | 933世帯    | 1,391人  |
| 下目黒二丁目 | 4,153世帯  | 6,516人  |
| 下目黒三丁目 | 2,496世帯  | 3,829人  |
| 下目黒四丁目 | 1,559世帯  | 2,874人  |
| 下目黒五丁目 | 1,937世帯  | 3,955人  |
| 下目黒六丁目 | 1,711世帯  | 3,596人  |
| 計           | 12,789世帯 | 22,161人 |

### 人口の変遷
国勢調査による人口の推移。
| 年                 | 人口   |
| ------------------ | ------ |
| 1995年（平成7年）  | 15,675 |
| 2000年（平成12年） | 16,419 |
| 2005年（平成17年） | 17,731 |
| 2010年（平成22年） | 18,854 |
| 2015年（平成27年） | 20,459 |
| 2020年（令和2年）  | 22,564 |

### 世帯数の変遷
国勢調査による世帯数の推移。
| 年                 | 世帯数 |
| ------------------ | ------ |
| 1995年（平成7年）  | 7,344  |
| 2000年（平成12年） | 8,364  |
| 2005年（平成17年） | 9,379  |
| 2010年（平成22年） | 9,790  |
| 2015年（平成27年） | 10,973 |
| 2020年（令和2年）  | 12,287 |

## 学区
区立小・中学校に通う場合、学区は以下の通りとなる（2025年4月現在）。
| 丁目         | 番地 | 小学校               | 中学校             |
| ------------ | ---- | -------------------- | ------------------ |
| 下目黒一丁目 | 全域 | 目黒区立下目黒小学校 | 目黒区立大鳥中学校 |
| 下目黒二丁目 | 全域 | 目黒区立下目黒小学校 | 目黒区立大鳥中学校 |
| 下目黒三丁目 | 全域 | 目黒区立下目黒小学校 | 目黒区立大鳥中学校 |
| 下目黒四丁目 | 全域 | 目黒区立不動小学校   | 目黒区立大鳥中学校 |
| 下目黒五丁目 | 全域 | 目黒区立不動小学校   | 目黒区立大鳥中学校 |
| 下目黒六丁目 | 全域 | 目黒区立不動小学校   | 目黒区立大鳥中学校 |

## 交通

### 鉄道
地内に駅は置かれていないが以下の駅が利用できる。
- 東日本旅客鉄道（JR東日本）
  -  山手線：目黒駅（品川区上大崎所在）
- 東京メトロ
  -  南北線：目黒駅
- 東京都交通局（都営地下鉄）
  -  三田線：目黒駅
- 東急電鉄
  -  東急目黒線：目黒駅 / 不動前駅（品川区西五反田所在）

### バス
東急バス
- 黒01（目黒駅前-清水・サレジオ教会-大岡山小学校前）
- 黒02（目黒駅-清水-二子玉川/等々力七丁目）
- 東98（等々力操車所-目黒駅前・東京タワー - 東京駅南口）
- 渋41（渋谷駅-大鳥神社前-大井町）
- 渋72（渋谷駅東口-目黒不動尊-五反田）- 毎月28日は縁日ダイヤ

### 道路・橋梁
道路
- 東京都道312号白金台町等々力線（目黒通り）
- 東京都道317号環状六号線（山手通り）

橋梁
- 目黒新橋

## 事業所
2021年（令和3年）現在の経済センサス調査による事業所数と従業員数は以下の通りである。
| 丁目         | 事業所数  | 従業員数 |
| ------------ | --------- | -------- |
| 下目黒一丁目 | 194事業所 | 9,464人  |
| 下目黒二丁目 | 264事業所 | 3,380人  |
| 下目黒三丁目 | 171事業所 | 1,581人  |
| 下目黒四丁目 | 68事業所  | 414人    |
| 下目黒五丁目 | 93事業所  | 368人    |
| 下目黒六丁目 | 85事業所  | 774人    |
| 計           | 875事業所 | 15,981人 |

### 事業者数の変遷
経済センサスによる事業所数の推移。
| 年                 | 事業者数 |
| ------------------ | -------- |
| 2016年（平成28年） | 783      |
| 2021年（令和3年）  | 875      |

### 従業員数の変遷
経済センサスによる従業員数の推移。
| 年                 | 従業員数 |
| ------------------ | -------- |
| 2016年（平成28年） | 13,515   |
| 2021年（令和3年）  | 15,981   |

## 施設

### 在外公館

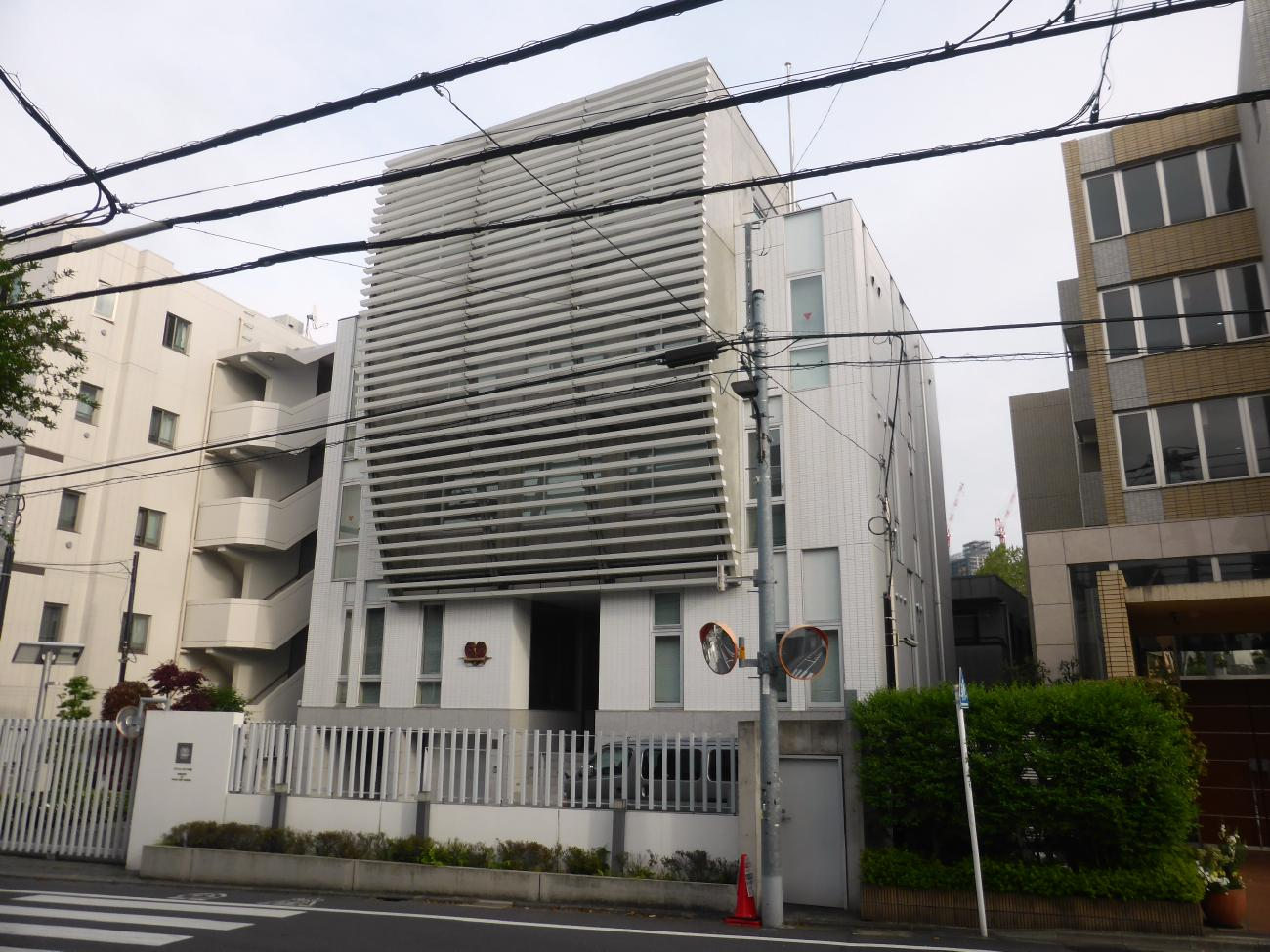
パプアニューギニア大使館

- ネパール大使館
- パプアニューギニア大使館
- タイ王国大使館駐在武官事務所

### 官公庁
- 目黒消防署

### 教育
- 目黒区立不動小学校
- 目黒区立大鳥中学校
- 多摩大学目黒中学校・高等学校

### 福祉
- 目黒区立下目黒福祉工房（就労継続支援B型事業所）

### 公園（主なもの）
- 林試の森公園
- 不動公園

### 文化・スポーツ
- 目黒寄生虫館
- 一般財団法人ヤマハ音楽振興会
  - ヤマハ目黒センター（ヤマハ音楽振興会本部内・同社直営店舗でもある[21][22]）
- 志成ボクシングジム

### 企業・商業施設
- 目黒雅叙園・アルコタワー
  - アマゾンジャパン本社
  - メルク本社
- ホリプロ本社
- パスコ本社

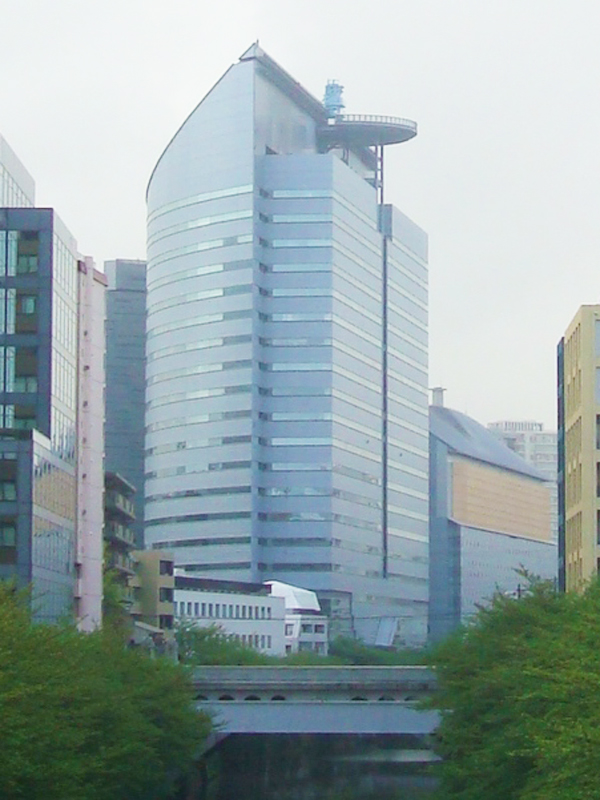
目黒川とアルコタワー（正面）、目黒雅叙園（右）

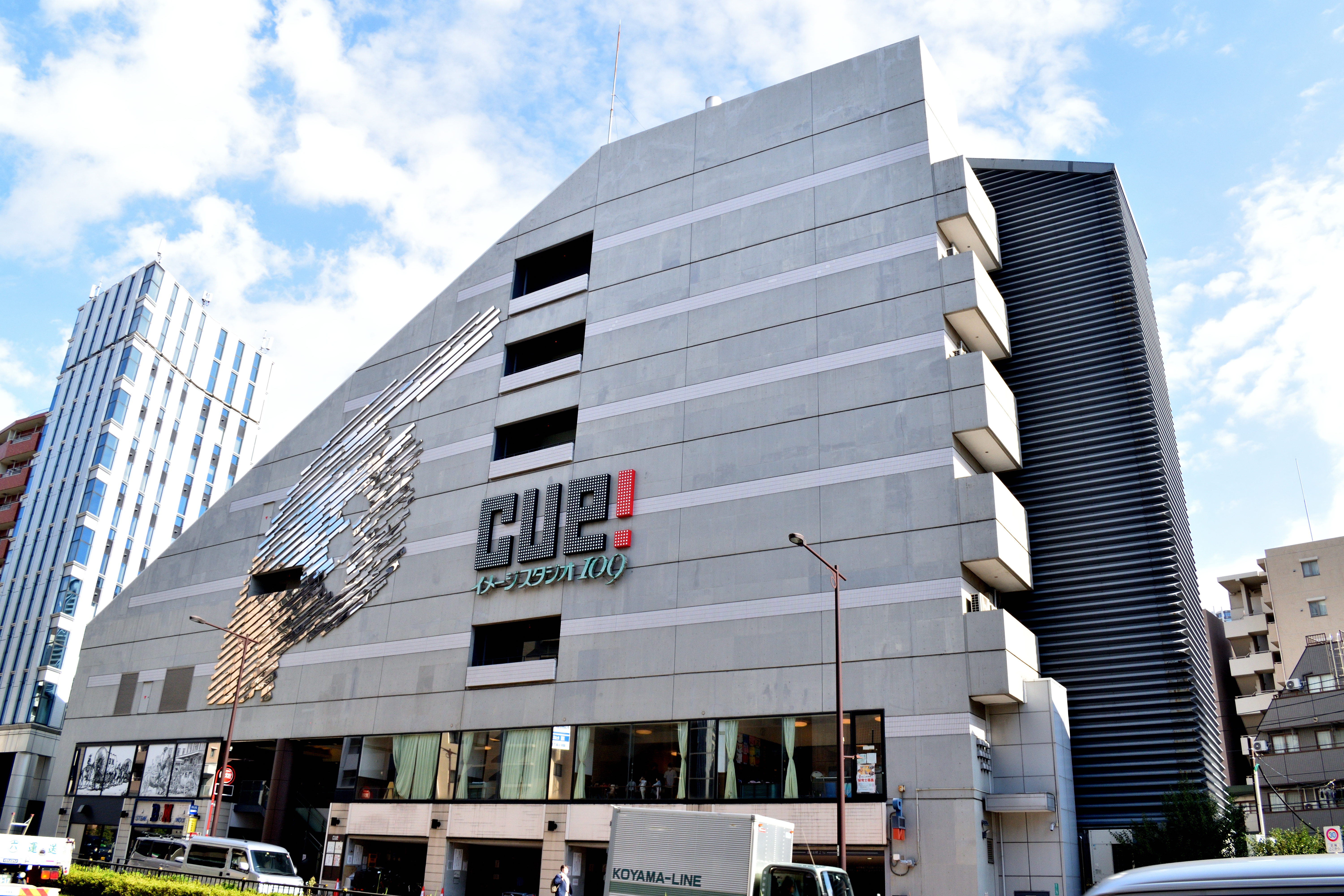
イメージスタジオ109本社

- OGGI（株式会社オールハーツ・カンパニー）本社
- 紀伊國屋書店本社
- 大東カカオ本社
- イメージスタジオ109 本社・目黒スタジオ
- ニトリ目黒通り店
- 目黒エンペラー
- ピカソ 目黒駅前店
- カツミ本社

### 寺社・教会
- 大鳥神社
- 天台宗瀧泉寺（目黒不動）
- 浄土宗系単立五百羅漢寺
- 黄檗宗海福寺
- 天台宗成就院（蛸薬師）
- 天台宗大円寺
- 天台宗大聖院
- 浄土宗蟠龍寺
- 金光教下目黒教会
- 天理教本敞分教会・錦橋分教会
- ロシア正教会聖アレクサンドル・ネフスキー教会

### かつて存在した施設
- 東京学園高等学校
- 目黒区立第三中学校・目黒区立第四中学校（現・目黒区立大鳥中学校）
- ウズベキスタン大使館
- キルギス大使館
- ジブチ共和国大使館
- 東急バス不動前営業所

## 史跡

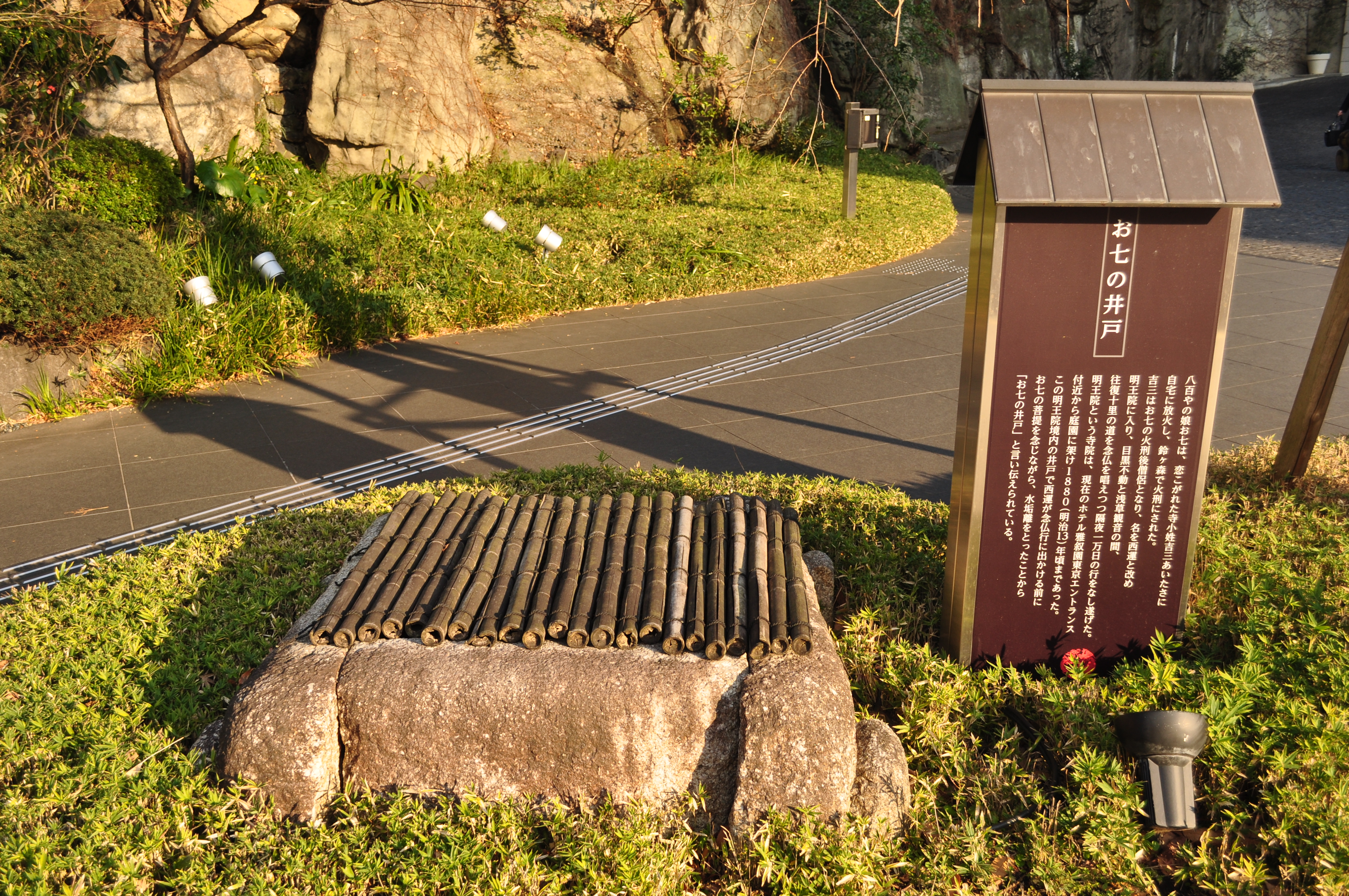
お七の井戸（2018年1月21日撮影）

- 青木昆陽墓
- 権八・小紫比翼塚
- お七の井戸

## その他

### 日本郵便
- 郵便番号 : 153-0064[3]（集配局 : 目黒郵便局[23]）。